# Mediterranean Athletics Union
La Mediterranean Athletics Union (MAU), o Unione Atletica Mediterranea, è un'associazione di atletica leggera che raccoglie i paesi che si affacciano sul Mar Mediterraneo; la sua sede è a Marsiglia, in Francia.
È stata fondata nel 2011 dai due attuali presidenti Bernard Amsalem e Fathi Hachicha e ad oggi conta 27 Stati membri.

## Storia
L'Unione Atletica Mediterranea è nata nel 2011 da un'idea dei due attuali presidenti, Bernard Amsalem, presidente della Federazione francese di atletica leggera, e Fathi Hachicha, presidente della Federazione tunisina di atletica leggera.
Nel 2009 Amsalem e Hachicha hanno pensato di unire tutte le federazioni del bacino del Mediterraneo in un'unica struttura al fine di promuovere l'atletica in questi paesi. Esisteva già il Comitato Internazionale dei Giochi del Mediterraneo, ma raccoglieva solamente 8 paesi, mentre la MAU avrebbe dovuto unirne un numero molto più alto.
Il 16 gennaio 2010 i due presidenti hanno firmato un patto di cooperazione globale tra la Federazione francese e la Federazione tunisina ed hanno annunciato di voler creare l'Unione Atletica Mediterranea.
Durante la Conferenza dell'Atletica europea di Belgrado, che si è svolta nell'ottobre del 2010, Amsalem e Hachicha hanno presentato ufficialmente il loro progetto ed è stato deciso di organizzare una riunione plenaria durante i Campionati europei di atletica leggera indoor dell'anno seguente. Nel frattempo un comitato si è occupato di scrivere una costituzione che sarebbe servita come atto costitutivo dell'Unione.
Il 26 agosto 2011, durante i Campionati del mondo di atletica leggera è nata ufficialmente l'Unione Atletica Mediterranea.

## Obiettivi
La MAU è nata con il proposito di unire in un'unica struttura le federazioni dei vari paesi che si affacciano sul Mar Mediterraneo in modo da sviluppare l'atletica in queste nazioni e trasmettere i valori di amicizia, cooperazione e pace.
Gli obiettivi dichiarati sono:
- Incoraggiare la cooperazione bilaterale e multilaterale
- Facilitare l'organizzazione di manifestazioni
- Supportare l'estensione dell'atletica a tutti
- Supportare e mettere in evidenza i migliori atleti
- Creare le condizioni per lo sviluppo di eventi di atletica leggera

## Paesi membri
I 22 paesi che hanno firmato la costituzione nel 2011 sono:
- Albania
- Algeria
- Andorra
- Bosnia ed Erzegovina
- Cipro
- Egitto
- Francia
- Grecia
- Israele
- Italia
- Libano
- Macedonia del Nord
- Malta
- Marocco
- Monaco
- Palestina
- Portogallo
- Serbia
- Slovenia
- Spagna
- Tunisia
- Turchia

Tra il 2012 e il 2015 altri 5 paesi si sono uniti alla MAU:
- Croazia
- Libia
- Montenegro
- San Marino
- Siria

Nel 2017 entrerà a farne parte anche il Kosovo:
- Kosovo

## Membri del consiglio
Co-presidenti:
- Bernard Amsalem
- Fathi Hachicha

Vice presidenti:
- Amar Bouras
- Panagiotis Dimakos

Membri:
- José-Luis De Carlos
- Fatih Cintimar
- Alfio Giomi
- Waleed Hussein
- Vladimir Mikulec
- Khalid Mouitar
- Elie Saade